# 村上武吉
村上武吉（1533年—1604年9月15日、天文2年-慶長9年8月22日），是活躍於瀨戶內海的村上水軍當主，別名能島武慶。父親是村上義忠，兒子是村上元吉及村上景親。

## 源自
村上氏的遠祖較有力的說法是清和源氏或村上源氏。在平安時代末期起，與伊予河野氏結盟、擴張在瀨戶內海的勢力。在南北朝，北畠顯家的親生兒子進入村上家，改名為村上師清，成為三上村上氏的祖先。但北畠氏史料未有提及，這個說法未能確定。
村上師清兒子分為能島、来島及因島三個勢力，世代均與伊予河野氏關係深厚。當周防國大内氏勢力擴張到伊予後，亦成為大內氏家臣。三個勢力以能島為宗家；因島與安藝國兒玉氏及小早川氏關係親近；至於來島則與伊予河野氏接觸比較多，因此很多時候會各自獨立行動。

## 經歷

### 繼承家督
1508年（永正5年），村上武吉年幼時，祖父隆勝被殺死。在親父村上義忠死後，為避難，自己離開了能島、託庇於肥後國的菊池氏，因此拜領當主菊池武俊偏諱"武"取名為武吉。當再返回能島時，與叔父隆重擊退了爭奪家督的對手村上義益，成功控制能島。在義益病逝後，與來島通康和解，迎娶其女締盟，順利成為村上三島的頭領。
天文23年（1554年），大內義長向室町幕府進貢米2000石，由陶晴賢麾下的屋代島白井水軍經海路上洛，途中通過能島村上家的勢力範圍時，屋代島水軍無視村上武吉設立的關卡、拒繳帆別錢，更欲強行以武力突破。結果遭村上武吉於蒲刈伏擊，順利殲滅屋代島水軍，並將船上欲進獻幕府的2000石大米悉數沒收。

### 嚴島之戰後
1555年（天文24年），毛利元就和陶晴賢之間爆發嚴島之戰，村上武吉以「支援一天為限」協助毛利元就，成功封鎖陶晴賢的退路，毛利軍亦大捷而回。之後亦為毛利氏佔領周防、長門兩國作出莫大貢獻。武吉在鹽飽群島與瀨戶內海其他水軍眾聯合。在備中笠岡城（村上隆重）、備前兒島本太城（嶋吉利）及周防上關（村上武滿）等瀨戶內海重要樞紐位置均分派重臣防守，並收取通關費（帆別錢）增加水軍收入。
1569年（永祿12年）毛利氏進攻九州島失敗，村上武吉與大友、三好加深關係。元龜2年（1571年）更受到大友宗麟以博多港口的南蠻貿易巨利引誘倒戈，公然擺出反毛利的姿態。毛利方為避免兒島守備隊後方遭受威脅，由小早川隆景領軍進攻兒島本太城，於4月攻陷。同年7月隆景再領軍進功能島，來島、因島水軍配合出兵進攻，孤立無援的能島向三好氏及鹽飽水軍請求兵糧補給，但被隆景的軍勢阻止，翌年元龜3年（1572年），將能島完全包圍並進行海上封鎖，被孤立的能島水軍只好向毛利投降，再次順從毛利家。
後來在大友宗麟仲介下，來島水軍與武吉達成和議，並約定：「門司、赤間及伊予共同防禦，以防備毛利的威脅」，希望能將能島水軍加入反毛利同盟，但這項約束形同具文，武吉私底下著手與毛利修補關係。天正3年（1575年）2月，備中兵亂平定後，武吉向隆景送上祝儀，足見雙方關係改善不少。
毛利軍後來與織田信長交戰，在水戰中與小早川、兒島、乃美等水軍參加戰役。特別是1576年7月13日（天正4年）的第一次木津川口之戰嫡男元吉參戰，擊敗了織田軍，此後長期負責毛利家給本願寺運送補給的任務。但2年後再與織田軍交戰，在第二次木津川口之戰被織田軍6艘鐵甲船所擊敗。

### 海賊禁止令
其後，進攻中國地方的織田信長家臣羽柴秀吉調略下，打算拉攏來島通總率領的來島水軍，以及武吉的能島水軍，但毛利家臣乃美宗勝成功說服武吉，因此來島通總寢返至織田方，而武吉留在毛利方，織田軍成功佔領了來島。1582年本能寺之變後，情況出現了變化，秀吉與毛利關係漸趨緩和。後來小早川隆景再將能島讓給武吉。隆景則遷往竹原。天正16年（1588年），豐臣秀吉執行海賊禁止令，村上的背景受到懷疑，因此派遣兒子元吉上洛解釋。之後跟隨隆景遷到九州筑前，秀吉死後，再次返回瀨戶內海竹原。
慶長3年（1598年）獲賜豐臣姓。
繼承家督的元吉與其弟景親跟隨毛利、小早川部隊在朝鮮作戰（文祿·慶長之役）。在關原之戰中是西軍一員，曾經攻擊伊勢灣、紀伊國沼岸，直接攻擊阿波國，進攻加藤嘉明伊予松前城。但因為嘉明的家臣佃十成發起三津濱夜襲，導致元吉戰死。戰後毛利氏減封剩下周防、長門兩國，武吉再次離開竹原，德川幕府控制了海路，村上水軍因此無法運作而消亡，之後以毛利家家臣身份在三田尻當船手眾，負責保護朝鮮通信使。
慶長9年（1604年）武吉病逝，家督由孫子元武繼承。武吉於山口縣大島郡周防大島町（舊東和町城山）有一座館跡及墓所。